# Дышляды
Дышля́ды (бел. Дышля́ды) — посёлок в составе Добринёвского сельсовета Дзержинского района Минской области Беларуси. Деревня расположена в 29 километрах от Дзержинска, 40 километрах от Минска и 27 километрах от железнодорожной станции Койданово.

## История
Деревня известна со второй половины XIX века, находилась в Узденского волости Игуменского уезда Минской губернии. В 1897 году, по данным первой всероссийской переписи в деревне — 12 жителей. 9 марта 1918 года в составе провозглашённой Белорусской Народной Республики, однако фактически находилась под контролем германской военной администрации. С 1 января 1919 года в составе Советской Социалистической Республики Белоруссия, а с 27 февраля того же года в составе Литовско-Белорусской ССР, летом 1919 года деревня была занята польскими войсками, после подписания рижского мира — в составе Белорусской ССР.
С 20 августа 1924 года в составе Добринёвского сельсовета Койдановского района Минского округа. 15 марта 1932 года Койдановский район преобразован в Койдановский польский национальный район, который 26 июня был переименован в Дзержинский.  31 июля 1937 года Дзержинский национальный полрайон был упразднён, посёлок Дышляды перешёл в состав Минского района Минского округа, с 20 февраля 1938 года — в составе Минской области. 4 февраля 1939 года Дзержинский район был восстановлен. В 1930 году был организован колхоз.
В Великую Отечественную войну с 28 июня 1941 года до 6 июля 1944 года под немецко-фашистской оккупацией. В августе 1943 года, гитлеровцы полностью сожгли посёлок (9 из 10 домов), без крова остались 54 жителя деревни. 
В послевоенные годы посёлок был восстановлен. В 1960 году насчитывалось 35 жителей. По состоянию на 2009 год в составе ОАО «Правда-Агро» (центр — д. Боровики).

## Население
| Численность населения (по годам) | Численность населения (по годам) | Численность населения (по годам) | Численность населения (по годам) | Численность населения (по годам) | Численность населения (по годам) | Численность населения (по годам) | Численность населения (по годам) | Численность населения (по годам) | Численность населения (по годам) | Численность населения (по годам) |
| 1897                             | 1939                             | 1960                             | 1991                             | 1999                             | 2004                             | 2010                             | 2017                             | 2018                             | 2020                             | 2022                             |
| -------------------------------- | -------------------------------- | -------------------------------- | -------------------------------- | -------------------------------- | -------------------------------- | -------------------------------- | -------------------------------- | -------------------------------- | -------------------------------- | -------------------------------- |
| 12                               | ↗ 54                             | ↘ 35                             | ↘ 11                             | ↘ 10                             | ↘ 8                              | →8                               | ↘ 7                              | → 7                              | ↘ 6                              | ↗ 8                              |